# بيت الشقاقي (الحيمة الداخلية)

تعديل مصدري - تعديل

بيت الشقاقي هي إحدى قرى عزلة الأحبوب بمديرية الحيمة الداخلية التابعة لمحافظة صنعاء، بلغ تعداد سكانها 763 نسمة حسب تعداد اليمن لعام 2004.